# Sphaerolipoviridae
Règne
Embranchement
Classe
Ordre
Famille
Les Sphaerolipoviridae sont une famille de virus à ADN double brin qui infectent les bactéries thermophiles et les archées halophiles, formellement approuvée par le Comité international de taxonomie des virus (ICTV) en 2015. Les virus de cette famille ont des virions icosaèdres sans queue avec une membrane lipidique entre la protéine de capside et le génome d'ADN double brin. Dans l'ensemble les virions de sphaérolipovirus présentent une organisation similaires à celles des virus des familles Corticoviridae, Tectiviridae et Turriviridae.
Il y a trois genres dans la famille. Les membres des genres Alphasphaerolipovirus et Betasphaerolipovirus infectent les archées halophiles tandis que ceux du genre Gammasphaerolipovirus se répliquent dans les bactéries thermophiles.
Cette famille est la seule de l'ordre des Halopanivirales, seul ordre de la classe des Laserviricetes, seule classe de l'embranchement des Dividoviricota, seul embranchement du règne des Helvetiavirae.